# Миролюбовка (посёлок, Лозовский район)
Миролю́бовка (укр. Миролюбівка; до 2016 г. — Комсомо́льское) — посёлок в составе
Комсомольского сельского совета Лозовского района Харьковской области, Украина.
Код КОАТУУ — 6323982001. Население по переписи 2001 года составляет 760 (366/394 м/ж) человек.
Является административным центром Миролюбовского (до 2016 года Комсомольского) сельского совета, в который, кроме того, входят сёла
Мирное,
Степовое и
Федоровка.

## Географическое положение
Посёлок Миролюбовка находится на расстоянии в 6 км от Орельского водохранилища.
На расстоянии в 2 км расположены сёла Захаровское и Яблочное.
В 3-х км расположена железнодорожная станция Платформа 159 км.
По селу протекает пересыхающий ручей с несколькими запрудами.

## История
- 1929 — дата основания.
- 2016 — посёлок Комсомольское переименован в Миролюбовку.

## Экономика
- ДП ДГ «Комсомолец».

## Достопримечательности
- Памятник воинам-землякам. 1941—1945 гг.